# 宜野座バイパス
宜野座バイパス（ぎのざバイパス）は、沖縄県国頭郡宜野座村の字宜野座から漢那までの国道329号のバイパスである。正式には宜野座改良という。

## 概要
バイパスが計画されている同区間の現道が住宅や商店、公共施設が集中しているのと、急なカーブと勾配で交通安全上危険であるため1990年に事業化、1999年に用地買収を開始、2002年に着工された。2009年3月24日には起点側の1.1 kmが開通、2016年1月に惣慶地内の0.7 kmが開通、同年3月31日には残りの0.9 kmが開通し全線開通となった。
一方、バイパスに並行していた旧道区間（2km）は2016年4月に国道指定から解除され宜野座村に移管され同村道宜野座中央旧国道線となった。

### 路線データ
- 区間 : 国頭郡宜野座村字宜野座 - 漢那
- 実延長 : 2.7km
- 道路規格 : 第3種2級
- 設計速度 : 60km/h
- 車線数 : 2車線

## 地理

### 通過する自治体
- 沖縄県
  - 国頭郡宜野座村

### 交差する道路
- E58 沖縄自動車道 9 宜野座IC